# Kinnaird Castle (Aberdeenshire)
Kinnaird Castle, auch Fraserburgh Castle oder Kinnairdshead Castle, ist eine abgegangene Spornburg auf einer Landzunge namens Kinnaird Head in Fraserburgh in der schottischen Council Area Aberdeenshire.

## Geschichte
Der Bau der Burg begann im März 1570. Erbauen ließ sie Sir Alexander Fraser, 8. Laird of Philorth, (ca. 1536–1623). Er machte in den 1590er-Jahren auch das Fischerdorf Faithlie zum Burgh Fraserburgh. Aber der Bau der Burg verursachte so hohe Kosten, dass Sir Alexander zum Verkauf seiner Familienresidenz Philorth Castle gezwungen war.
Alexander Fraser, 10. of Philorth, kämpfte für den König 1651 in der Schlacht von Worcester. Obwohl er schlimm verwundet wurde, überlebte er und lebte bis in seine 80er-Jahre. 1669 erbte er den Titel eines Lord Saltoun und in seinen späten Jahren gehörten ihm Apartments in Kinnaird Castle.
Die letzten Leute, die in der Burg wohnten, waren Henrietta Fraser (1698–1751), die Tochter des 12. Lord Saltoun, und ihr Gatte, John Gordon of Kinellar (1684–1764). 1787 wurde Kinnaird Castle an das Trustees of the Northern Lights verpachtet, die die Burg in das Kinnaird Head Lighthouse umwandelten. Dies wurde von Ingenieur Thomas Smith entworfen und das Licht wurde erstmals am 1. Dezember 1787 entzündet. In den 1820er-Jahren wurde das Gebäude umgebaut und 1991 durch einen neuen Leuchtturm ersetzt. Heute ist dort das Museum of Scottish Lighthouses untergebracht; es besteht aus dem alten Leuchtturm und einem modernen Gebäude, in dem eine Sammlung von Linsen und anderen Artefakten vieler Leuchttürme in ganz Schottland ausgestellt sind.
Bei dem erhaltenen Wine Tower handelt es sich um ein Außengebäude aus dem 16. Jahrhundert. Er ist als Scheduled Monument geschützt.